# Chang Bhakar
Chang Bhakar (auch Changbhakar; Hauptstadt Bharatpur, ab 1946 Janakpur) war ein Fürstenstaat Britisch-Indiens auf den Chota-Nagpur-Plateau im heutigen Bundesstaat Chhattisgarh. Das Fürstentum der Chauhan-Rajputen war ursprünglich ein Teil von Korea, 1818 machte es die Britische Ostindien-Kompanie zu einem eigenen Staat unter der Hoheit von Korea, 1848 zu einem eigenständigen britischen Protektorat (bis 1947). Er hatte 1901 eine Fläche von 2347 km² und 19.548 Einwohner.
Chang Bhakar schloss sich im August 1947 der Eastern States Union an. Am 1. Januar 1948 wurde diese Union aufgelöst und Chang Bhakar wurde Madhya Pradesh und damit Indien eingegliedert. Am 1. November 1956 wurden alle Fürstenstaaten aufgelöst. Seit dem 1. November 2000 gehört das Gebiet zum neu gebildeten Bundesstaat Chhattisgarh.